# Kaszpi csík
A kaszpi csík (Sabanejewia caspia) a sugarasúszójú halak (Actinopterygii) osztályának pontyalakúak (Cypriniformes) rendjébe, ezen belül a csíkfélék (Cobitidae) családjába tartozó faj.

## Előfordulása
A kaszpi csík a Kaszpi-tenger nyugati felébe ömlő nagy folyókban és azok torkolatainak brakkvizében él.

## Megjelenése
A hal testhossza 4-5 centiméter, legfeljebb 6,5 centiméter. Felső állkapcsán 6 hosszú bajuszszál található. Szeme alatt kétágú tüske van, az elülső ág jóval rövidebb, mint a hátulsó. Pikkelyei igen kicsinyek, de csak részben ágyazódtak be a bőrbe.

## Életmódja
Tápláléka férgek, rovarlárvák és apró csigák.

## Szaporodása
Április - májusban ívik, többnyire édesvízben, de néha a folyódelták brakkvizében is.